# Cees See
Cees See (Amsterdam, 5 januari 1934 - Den Haag, 9 december 1985) was een Nederlandse jazzdrummer.
See was een autodidact en werkte in de jaren vijftig samen met Freddy Logan en Jack Sels, en in de vroege jaren zestig met Rolf Kühn, Pim Jacobs en Herman Schoonderwalt. Hij speelde ook met een ensemble voor Sender Freies Berlin, waarvan onder andere Herb Geller en Jerry van Rooyen lid waren. In de tweede helft van de jaren zestig speelde hij met Teddy Wilson, Klaus Doldinger, Volker Kriegel, Dusko Goykovich, Nathan Davis en Jan Hammer. Hij was lid van het New Jazz Trio met Manfred Schoof en Peter Trunk in 1970-1971, en in de vroege jaren zeventig bleef hij ook werken met Kriegel en Goykovich, evenals met Wolfgang Dauner en Chris Hinze.
Eind 1952 ontmoette hij de latere songfestivalwinnares Corry Brokken met wie hij van 1956 tot 1961 getrouwd was en een dochter had.
Als muziekleraar publiceerde hij in 1979 het boek Das Schlagzeug im Jazz.
In 1986 werd in Rotterdam een straat naar hem genoemd.

## Te horen op
- The winner (met bonus track) - met Herman Schoonderwalt, Rob Madna en Ruud Jacobs (2017)
- Spectrum - met Volker Kriegel, John Taylor, Peter Trunk en Peter Baumeister (2017)
- Hank Mobley in Holland : To one so sweet stay that way - met Hank Mobley, Pim Jacobs, Wim Overgaauw, Han Bennink, Hans van Rossem en Rob Agerbeek (2016)
- Stop time! - met Rolf Kühn, Herman Schoonderwalt en Klaus Doldinger (2014)
- Malin malin  - met Jan Hammer en George Mraz (2012)
- Turtles : Live at the Domicile 1968 - met Olaf Kübler, Jan Hammer, George Mraz en Michael Dennert

- Gemeinsame Normdatei: 134518608
- International Standard Name Identifier: 0000 0001 1774 1858
- Library of Congress Control Number: no93033598
- MusicBrainz: 8fd4130d-0fa5-4ba2-b0fe-12b6d47ec298
- Nationale Bibliotheek van Israël: 987007287885605171
- Nederlandse Thesaurus van Auteursnamen: 074380370
- Virtual International Authority File: 89862830
- WorldCat: E39PBJwhDJFXf7WW4QtDgM6R8C